# Giancarlo de Moll
Giancarlo barone von Moll (Rovereto, 16 settembre 1797 – Villa Lagarina, 20 marzo 1879) è stato un generale austriaco, era figlio di Sigismondo (1758-1826).

## Biografia

### Al servizio dell'imperatore d'Austria Francesco I e di Napoleone II
Il barone Giancarlo de Moll, o Johann Karl von Moll, com'era noto presso la corte degli Asburgo, fu ufficiale d'ordinanza a Vienna del figlio di Napoleone Bonaparte, il Re di Roma, duca di Reichstadt.
Dopo la morte di questi, fu nominato ufficiale di campo (Flügeladjutant) dell'Imperatore Ferdinando I, per meritare presto la carica di secondo Aiutante Generale e quindi quella di Feldmaresciallo.
Era figlio di Sigismondo Moll (1758-1826), funzionario imperiale asburgico e napoleonico.
Giancarlo de Moll, nato in Trentino, ricevette la sua prima educazione a Vienna. Rientrato in famiglia, nel 1812, fu ammesso alla Scuola Militare di Pavia dove concluse gli studi nel settembre 1815, al tempo in cui fu nominato alfiere porta insegne nel reggimento di fanteria dell'arciduca Carlo d'Asburgo-Teschen.
Nel 1821, durante il conflitto con il Piemonte, Giancarlo de Moll fece parte dello stato maggiore del feldmaresciallo von Bubna. 
Dopo questa breve campagna, fu incaricato con alcuni ufficiali dello stato maggiore generale di rilevare la cartografia del Ducato di Parma e Piacenza.
Non appena concluso questo impegno topografico, de Moll fu promosso tenente dello Chevaux-Legers Regiment Graf Nostitz e si trasferì in Moravia, dove il suo squadrone era accasermato.
Nel 1830, promosso al grado di capitano, il suo reggimento a Salisburgo da dove, nell'ottobre, fu chiamato a Vienna, presso la corte. L'imperatore Francesco I lo assegnò alla persona di un proprio nipote, il giovanissimo figlio di Napoleone Bonaparte, presso il quale de Moll prese servizio in qualità di precettore e istruttore militare, conquistandone il rispetto e l'affetto.
Giancarlo de Moll assistette fino agli ultimi istanti di vita dell'Aiglon, meritando la riconoscenza della madre la granduchessa Maria Luisa d'Asburgo-Lorena, figlia dell'imperatore Francesco I, duchessa di Parma.

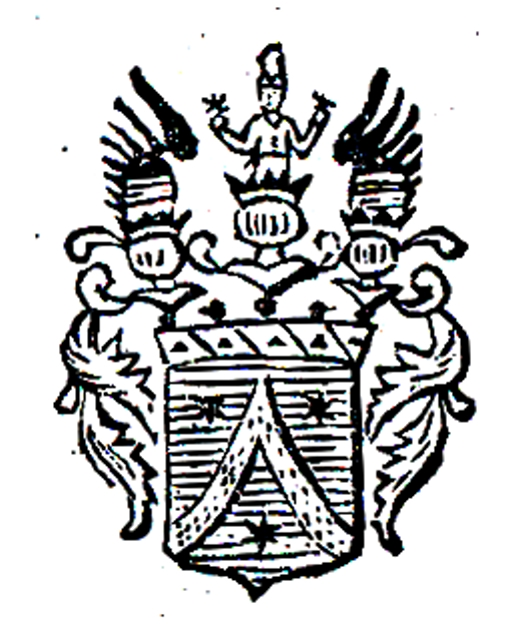
Stemma della famiglia de Moll (da ex libris).

### Al servizio dell'imperatore Ferdinando I
Apprezzato alla corte di Vienna, nel 1838 Johann Karl venne promosso Aiutante di campo dell'imperatore Ferdinando I, raggiungendo quindi, nel 1841, la carica di Secondo Generale Aiutante imperiale. 
Tra gli impegni che gravavano sull'imperiale aiutante di campo vi era, non ultimo, il delicato compito di presiedere alla programmazione e organizzazione dei viaggi del sovrano nelle terre dell'Impero, nel rispetto più assoluto del rigoroso cerimoniale vigente presso la corte degli Asburgo.
Questa incombenza pose in rapporto Giancarlo de Moll con il pittore di corte, l'Hofkammermaler Eduard Gurk cui spettava la rappresentazione grafica e pittorica richiesta dai viaggi imperiali. Con Gurk i rapporti del Moll diverranno sempre più stretti e si evolveranno, ben oltre le formalità imposte dai rispettivi ruoli a corte, soprattutto in relazione ai viaggi d'incoronazione di Ferdinando a re di Boemia, nel 1836, e del Lombardo Veneto nel 1838. Il pittore fu ospite per sei settimane del barone de Moll nel suo palazzo di Villa Lagarina, tappa prima dell'imbarco a Venezia per il suo ultimo viaggio che doveva portarlo verso il Libano e la Palestina.
Al momento della sua pensione, nel 1849, il barone Giancarlo de Moll fu promosso Luogotenente Feldmaresciallo ad honorem.
Visse da allora ritirato nel suo bel palazzo di Villa Lagarina, nel Trentino meridionale, affacciato sullo splendido parco disegnato forse dal Gurk, e qui si spense trent'anni dopo.

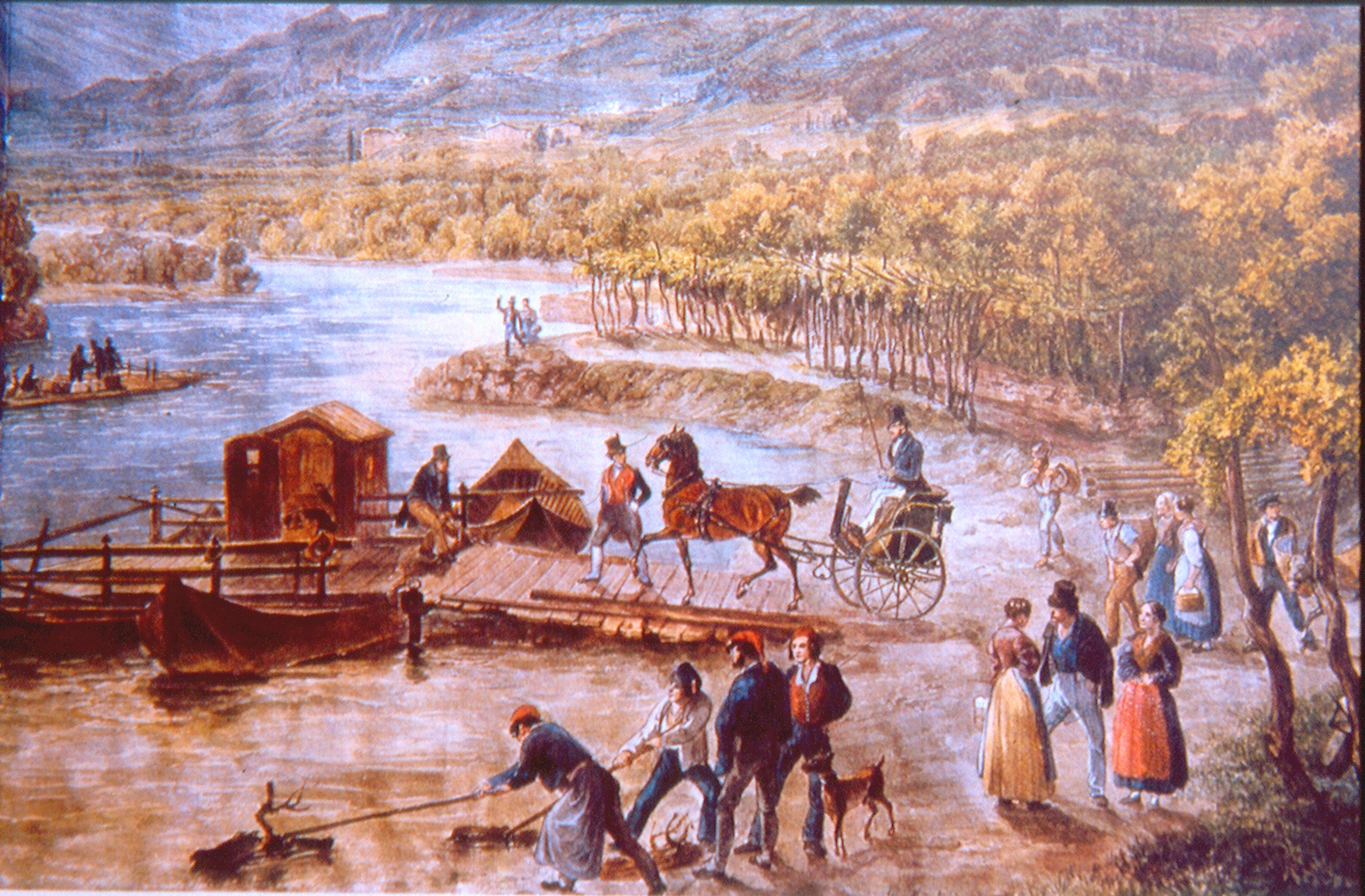
Eduard Gurk, Il porto sull'Adige di Villa Lagarina. (1840)